# Landtagswahl in Niederösterreich 2003
- SPÖ: 19
- GRÜNE: 4
- ÖVP: 31
- FPÖ: 2

- SPÖ: 3
- ÖVP: 6

Mandatsverteilung nach der Landtagswahl 2003

Die Landtagswahl in Niederösterreich des Jahres 2003 fand am 30. März statt. Insgesamt bewarben sich sieben Parteien um die 56 Mandate im niederösterreichischen Landtag. Die ÖVP, SPÖ, FPÖ, die Grünen, die GRÜNÖ (Grünes unabhängiges Österreich – Liste der EU-Opposition Gabriela Wladyka) und die KPÖ traten in allen 21 Wahlkreisen an. Die CWG stand nur im Wahlkreis Baden zur Wahl. Die ÖVP ging als klarer Sieger aus der Wahl hervor, erzielte Stimmengewinne von 8,4 Prozentpunkten und eroberte ihre absolute Stimmen- und Mandatsmehrheit zurück. Auch die SPÖ gewann über drei Prozentpunkte der Stimmen und ein Mandat. Die FPÖ hingegen verlor mehr als zwei Drittel ihrer Stimmen von 1998, erreichte nur noch zwei Mandate und fiel hinter die Grünen zurück, die ebenfalls Stimmengewinne verzeichneten.
| Partei   | Ergebnisse 2003 | Ergebnisse 2003 | Ergebnisse 2003 | Ergebnisse 1998 | Ergebnisse 1998 | Ergebnisse 1998 | Differenzen | Differenzen | Differenzen |
| -------- | --------------- | --------------- | --------------- | --------------- | --------------- | --------------- | ----------- | ----------- | ----------- |
|          | Stimmen         | %               | Mand.           | Stimmen         | %               | Mand.           | Stimmen     | %           | Mand.       |
| Gesamt   | 937.487         | 71,79 %         |                 | 928.932         | 71,95 %         |                 | + 8.555     | - 0,16 %    |             |
| Ungültig | 16.015          |                 |                 | 24.234          |                 |                 | - 8.219     |             |             |
| Gültig   | 921.472         | 98,29 %         |                 | 904.698         | 97,39 %         |                 | +16.774     | + 0,90 %    |             |
| ÖVP      | 491.065         | 53,29 %         | 31              | 405.900         | 44,87 %         | 27              | + 85.165    | + 8,42 %    | + 4         |
| SPÖ      | 309.199         | 33,55 %         | 19              | 274.980         | 30,39 %         | 18              | + 34.219    | + 3,16 %    | + 1         |
| GRÜNE    | 66.543          | 7,22 %          | 4               | 40.639          | 4,49 %          | 2               | + 25.904    | + 2,73 %    | + 2         |
| FPÖ      | 41.391          | 4,49 %          | 2               | 145.514         | 16,08 %         | 9               | - 104,123   | - 11,59 %   | - 7         |
| KPÖ      | 7.074           | 0,77 %          | 0               | 5.811           | 0,64 %          | 0               | + 1,263     | + 0,13 %    | ±0          |
| GRUNÖ    | 6.013           | 0,65 %          | 0               | n.k.            |                 |                 | + 6,063     | + 0,65 %    |             |
| CWG      | 187             | 0,02 %          | 0               | n.k.            |                 |                 | + 187       | + 0,02 %    |             |